# Brütten
Brütten – miejscowość i gmina (Politische Gemeinde) w północnej Szwajcarii, w kantonie Zurych, w okręgu (Bezirk) Winterthur.

## Demografia
W Brütten mieszka 2161 osób. W 2021 roku 7,6% populacji gminy stanowiły osoby urodzone poza Szwajcarią.